# William Bouter
William Joseph Anthony Bouter MHM (* 25. Juli 1895 in Amsterdam; † 16. März 1970) war ein niederländischer Ordensgeistlicher und römisch-katholischer Bischof von Nellore.

## Leben
William Bouter trat der Ordensgemeinschaft der Missionsgesellschaft vom hl. Joseph von Mill Hill bei und empfing am 17. Juli 1921 das Sakrament der Priesterweihe.
Am 28. Mai 1929 ernannte ihn Papst Pius XI. zum ersten Bischof von Nellore. Der Apostolische Delegat in Indien, Erzbischof Edward Aloysius Mooney, spendete ihm am 8. September desselben Jahres die Bischofsweihe; Mitkonsekratoren waren der Bischof von Hyderabad, Dionisio Vismara PIME, und der Bischof von São Tomé von Meliapore, António Maria Teixeira.
William Bouter nahm an der ersten, zweiten und vierten Sitzungsperiode des Zweiten Vatikanischen Konzils teil.